# Y Гидры
Y Гидры (лат. Y Hydrae), HD 85405 — двойная звезда в созвездии Гидры на расстоянии приблизительно 1545 световых лет (около 474 парсек) от Солнца. Фотографическая звёздная величина звезды — от +12m до +8,3m.
Открыта Л. Д. Уэллс*.

## Характеристики
Первый компонент — красный гигант, углеродная пульсирующая полуправильная переменная звезда типа SRB (SRB) спектрального класса C5,4(N3p), или C-N4,5III:, или Np. Масса — около 2,649 солнечной, радиус — около 374,411 солнечного, светимость — около 4514,83 солнечной. Эффективная температура — около 3229 K.
Второй компонент — красный карлик спектрального класса M. Масса — около 117,03 юпитерианской (0,1117 солнечной). Удалён в среднем на 2,069 а.е..